# Scott County (Mississippi)
 For alternative betydninger, se Scott County. (Se også artikler, som begynder med Scott County)
Scott County er et county i den amerikanske delstat Mississippi.
32°24′N 89°33′V / 32.4°N 89.55°V